# Xã Avena, Quận Fayette, Illinois
Xã Avena (tiếng Anh: Avena Township) là một xã thuộc quận Fayette, tiểu bang Illinois, Hoa Kỳ. Năm 2010, dân số của xã này là 2.010 người.